# GN-Klasse Z1
Die Klasse Z-1 der Great Northern Railway umfasste zehn von Baldwin und Westinghouse gebaute Elektrolokomotiven mit der Achsformel 1’Do1’ für den Betrieb auf der elektrifizierten Bahnstrecke durch den Cascade Tunnel.

## Geschichte
In den Jahren 1925 bis 1929 wurde durch die Great Northern ein neuer 12,5 Kilometer langer Cascade Tunnel unter dem Stevens Pass gebaut. Auch bei diesem Tunnel sollten auf Grund der mangelhaften Belüftung keine Dampflokomotiven eingesetzt werden. 
Der gesamte elektrifizierte Abschnitt zwischen Wenatchee und Skykomish im US-Bundesstaat Washington war 117 km lang. Im Gegensatz zum bisher im alten Tunnel genutzten 6,6 kV 25 Hertz Drehstromsystem wurde im neuen Tunnel 11 kV 25 Hz Einphasenwechselstrom  benutzt. Damit übernahm man die Erfahrung aus den erfolgreichen Tests mit dem gleichen System auf der Detroit, Toledo and Ironton Railroad. Für den Einsatz auf der neuen Tunnelstrecke mussten auch neue Lokomotiven erworben werden.
1926 wurden die ersten vier Lokomotiven geliefert. Der mechanische Teil wurde von Baldwin und der elektrische Teil von Westinghouse gefertigt. Diese Lokomotiven wurden als zwei fest gekuppelte Doppellokomotiven geliefert. Bis 1946 wurden nach und nach auch die anderen Lokomotiven paarweise zu Doppellokomotiven verbunden. Vier Lokomotiven konnten einen 2900-Tonnen-Zug über die Steigung von 2,2 % befördern.
Die beiden Doppellokomotiven erhielten anfangs die Nummern 5002A/B und 5007A/B, wobei der angehängte Buchstabe der Unterscheidung beider Lokhälften diente. Die anderen Lokomotiven erhielten die Nummern 5000–5001 sowie 5004–5007.
Nach mehreren Umzeichnungen trugen die zwischenzeitlich alle zu Doppellokomotiven zusammengefassten Lokomotiven schließlich die Nummern 5000A/B, 5002A/B, 5004A/B, 5006A/B und 5008A/B.
Nachdem im Tunnel ein leistungsfähigeres Belüftungssystem installiert wurde, wurden 1956 alle Lokomotiven ausgemustert und verschrottet.

## Technik
Es handelte sich um Umformer-Lokomotiven, bei denen der Wechselstrom aus der Oberleitung zunächst heruntertransformiert wurde und zwei Wechselstrommotoren antrieb. Diese trieben wiederum Gleichstromgeneratoren an, welche die vier Westinghouse 356-A Gleichstrom-Fahrmotoren versorgten.
Die Lokomotiven besaßen eine Mehrfachsteuerung sowie eine Nutzbremse.